# Buddleja dysophylla
Buddleja dysophylla (лат.) — вид растений рода Буддлея, семейства Норичниковые.

## Ареал распространения
Эндемик южной части Африки: от Заира и Танзании до Малави, и от Трансвааля до восточной части Капской провинции, где он растёт вдоль опушек леса или в кустарниках на высоте 0—2600 м.

## Описание
Раскидистый куст, предпочитающий скалистую местность, изолированную от других растений. Buddleja dysophylla достигает в высоту 1—10 м. Побеги опущенные, круглые и четырёхугольные в сечении, листья черешковые. Соцветия пирамидальной формы, высотой от 1 до 10 см, шириной от 0,7 до 7,5 см, с заострённой или закруглённой верхушкой, края неравномерно пильчатые, городчато-зубчатые. Цветки переходят в черешок. Концевые соцветия метельчатые: 4—20 см длиной и 4—20 см шириной. Венчики длиной от 2,5 до 5 мм, белого, кремового или лилового цвета.

## Культивация
Растение произрастает в Австралии, Брисбен и цветёт в августе. Его также можно встретить в штатах Западной Австралии, Южной Австралии, Виктории и Нового Южного Уэльса.

## Таксономия
Buddleja dysophylla (Benth.) Radlk., Abhandlungen herausgegeben vom Naturwissenschaftlichen Vereins zu Bremen 8: 410. 1883.

### Синонимы
- Nuxia dysophylla Benth.basionym, Companion to the Botanical Magazine 2: 60. 1836.
- Chilianthus dysophyllus (Benth.) Benth. in A.DC., Prodromus systematis naturalis regni vegetabilis 10: 436. 1846.